# Jocul urșilor în România

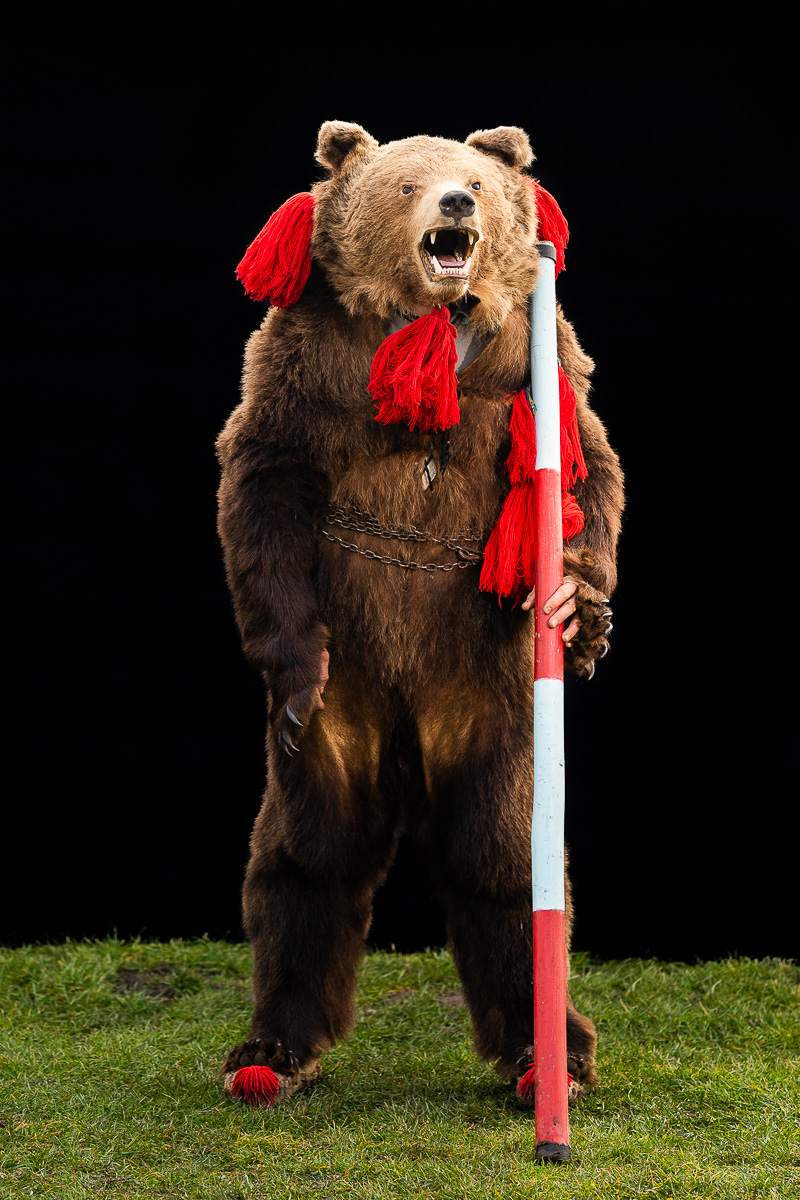
Costum de urs din zona Moldovei purtat de o persoană. Costumul este adesea realizat din blana naturală a unui urs, adult sau pui, omorât și eviscerat.

Jocul urșilor în Țările Române este un obicei practicat în prezent în ajunurile Crăciunului și Anului Nou, îndeosebi în Moldova, de către o ceată de urători. Ceata urătorilor care merg cu ursul este alcătuită din urători deghizați în urs, ursari, fluierari, toboșari; fiecare dintre ei interpretând un anume rol. Uneori, în ceată, pot fi acompaniați de irozi sau mascați.
Obiceiul a fost inițial realizat din Evul Mediu, mai ales în anotimpul de vară, cu urși vii dresați de către țigani ursari, cu scop de divertisment și terapeutic. În Principatul Moldovei și Țara Românească ursarii și alți dresori de animale au activat împreună cu lăutarii, aparținând aceleiași categorii profesionale. Dintre cele trei categorii de sclavi (robi) țigani între secolele al XIV-lea și al XIX-lea deținute de domnie, mănăstirile ortodoxe și boieri, ursarii au aparținut primei categorii, fiind țigani domnești, existând alături de aurari, fierari, rudari și lemnari. Însă fiind deseori obiectul donațiilor de către domnie, aceștia ajungeau și în proprietatea mănăstirilor sau boierilor. O parte a ursarilor au fost sedentarizați pe moșiile proprietarilor și nu erau implicați în migrații sezoniere (ursari vătrași), iar cealaltă parte erau seminomazi și se aflau în deplasare în anumite luni ale anului. De-a lungul vremurilor aceștia au fost criticați de Biserica Ortodoxă, care nu a permis contactul credincioșilor între țiganii dresori și lăutari și amenințau cu răzbunarea divină, au fost restricționați de Matei Basarab în Pravila (1652), unde s-au interzis căsătoriile fetelor cu lăutarii, și de către Mihai Suțu (1793), care a interzis spectacolele cu urși vii, costumele și spectacolele stradale.
În prima jumătate a secolului al XX-lea, autoritățile române, completate ulterior de protestele Societății pentru Protecția Animalelor (SPA) din București, au interzis spectacolele. Cu toate acestea, ursarii încă activau periodic în mediul rural, târguri mici și orașe. Ministerul de Interne și Jandarmeria Română au considerat spectacolele ca fiind sălbatice, sub formă de cerșetorie deghizată, cu animale care îndură foame și suferință, precum și o necesitate a antrenării țiganilor ursari retrograzi sau vagabonzi în agricultură. 
Ca urmare a restricțiilor și persecuțiilor, obiceiul a fost adaptat la sărbătoarea românească a Crăciunului, unde un om îmbrăcat într-o blană de urs ce imită jocul ursului și cu ursarul propriu, deghizat în țigan ursar și asociat cu o tamburină, un fluierar sau lăutar, prin diferite strigături, parodiau vechii ursari.
În perioada după 1989 și în timpul aderării României la acquis-ul comunitar european de mediu, spectacolele în blănuri de urs ce au luat amploare mai ales în zona Comănești din județul Bacău, ca urmare a lipsei intervenției autorităților sau chiar protecției acestora, au fost raportate a fi în legătură cu activități de braconaj, mai ales în cazul blănurilor de copii-urs. Într-un context mai larg, legislația și managementul inexistent de protecție al urșilor din Munții Carpați a provocat un embargo al Uniunii Europene asupra intrării în teritoriul comunitar cu trofee de urs brun provenite din România. Pe de altă parte, presa locală și străină a acordat o imagine pozitivă jocului ursului și cu propunerea de a fi inclus în patrimoniul mondial UNESCO, însă organizația nu a oferit un răspuns la solicitare.
Acesta nu trebuie confundat cu ritualul ursului la populațiile slave, fino-ugrice și siberiene, cu semnificație totemică și de origine șamanică.

## Origine

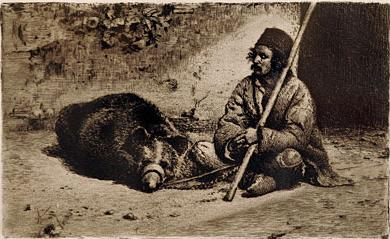
Theodor Aman – „Ursarul” (1888)

Jocul ursului nu este caracteristic României, la mijlocul secolului al XX-lea ursarii cu urși vii au cuprins aproape întregul continent european. În prezent, este un obicei asociat țărilor ce nu aparțin de Uniunea Europeană, precum Albania și Serbia. Mai rar, obiceiul a mai putut fi văzut în țări intrate recent în uniune, precum Bulgaria și România. La nivelul anului 2012 urșii vii dresați au fost găsiți pe străzile Salonicului din Grecia, în orașele din sudul României, în acompaniamente muzicale în orașe Bulgariei și Serbiei și migrând prin intermediul autobuzelor spre Bulgaria și Albania.

### Începuturile îmblânzirii și dresării urșilor în Țările Române
Începuturile îmblânzirii urșilor vii de către țiganii ursari în Țările Române nu se cunosc din cauza lipsei surselor documentare. Pe de altă parte, În Țara Românească țiganii s-au stabilit în secolul al XIV-lea, însă nu se știe dacă erau deja împărțiți în clanuri și ce profesii practicau, dacă ursarii au fost un grup ocupațional separat de etnie sau au apărut și evoluat în cadrul ei de la începuturi, fie din alte grupuri de țigani dresori de animale din alte regiuni românești.
În Principatul Moldovei sunt atestați pentru prima dată țiganii în aceste regiuni, în puținele scrieri ale unor călători străini, ca familii de ursari adăpostite de către domnie. Îndatorirea acestora era primirea și distrarea oaspeților veniți la curtea proprietarului, prin acompaniamente muzicale și spectacole cu urși vii, ocupație descrisă de exploratorul și preotul iezuit polonez Franciszek Gościcki (1668–1729) în timpul unei misiuni diplomatice prin Moldova la Istanbul. În același principat, începând cu secolul al XVII-lea, au apărut mai multe acte domnești referitoare la existența dresorilor de animale. În prima jumătate a secolului al XX-lea, istoricul Gheorghe G. Bezviconi a străbătut teritoriile românești și a relatat despre ursarii din Moldova.
Există tendința între cercetătorii români ca ursarii să fie asociați cu lăutarii, întrucât așa au activat în trecut, iar o atestare veche a muzicanților se află la donația domnului Mircea Ciobanul către vornicul moldovean Dingă din anul 1558 a unor lăutari. În Țara Românească ursarii au fost atestați documentar în secolul al XVIII-lea (1775) în cadrul unei bresle a lăutarilor, cu muzicanți la diferite instrumente, dar angajați și în alte activități ca ghicitul, magia și dresajul de urși, cu spectacole și acompaniamente, adesea în cazul nunților.
Dintre cele trei categorii de sclavi (robi) țigani între secolele al XIV-lea și al XIX-lea deținute de domnie, mănăstirile ortodoxe și boieri, ursarii au aparținut primei categorii, fiind țigani domnești. În această categorie erau incluși și aurarii, fierarii, rudarii și lemnarii. Însă fiind obiectul donațiilor de către domnie, aceștia ajungeau și în proprietatea mănăstirilor sau boierilor, deci în celelalte categorii.
Deși majoritatea cercetătorilor consideră dresorii de urși ca fiind o populație nomadă, necesită făcută o distincție în cazul ursarilor din teritoriul Țărilor Române: o parte a ursarilor erau sedentarizați la moșiile proprietarului și nu erau implicați în migrații sezoniere, iar cealaltă parte erau seminomazi și se aflau în deplasare în anumite luni ale anului. În orice caz, aceștia locuiau lângă casele domnilor și boierilor, mănăstiri și așezăminte mai puțin importante. Din această cauză, cercetătorii români îi clasează la vătrași, adică țigani nenomazi, care locuiesc în jurul vetrei satului.

### Evoluție
Până la jumătatea secolului al XX-lea țiganii ursari traversau satele cu urși care îi călcau pe cei suferinzi de „șale”. În ropotele tobelor, mai mulți urși, ținuți în lanțuri de către ursari, trebuiau să joace după un anumit ritm.
Activitatea era realizată în timpului anotimpului de vară în sate și orașe, iar în restul timpului ursarii se ocupau de creșterea și vânzarea catârilor.

Ursari reprezentați în cărți poștale românești de la începutul secolului al XX-lea
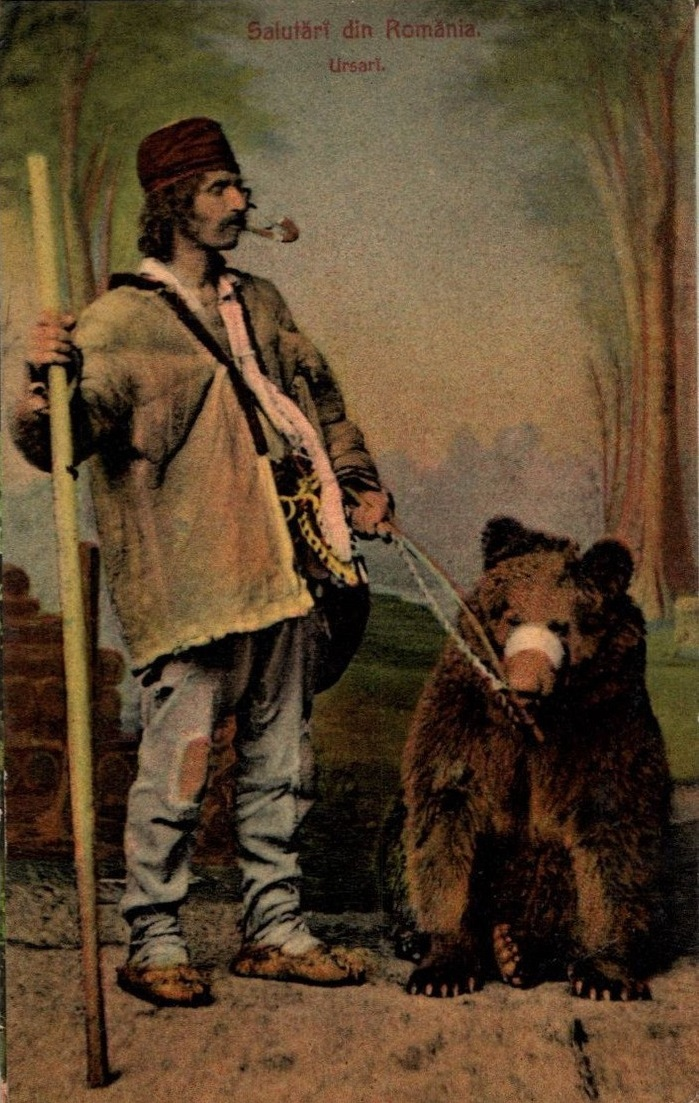
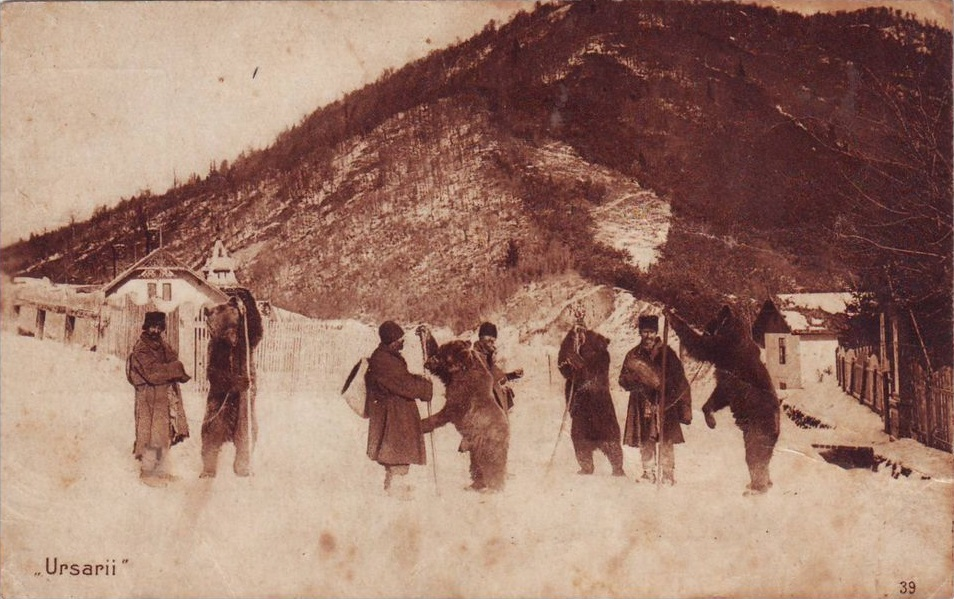
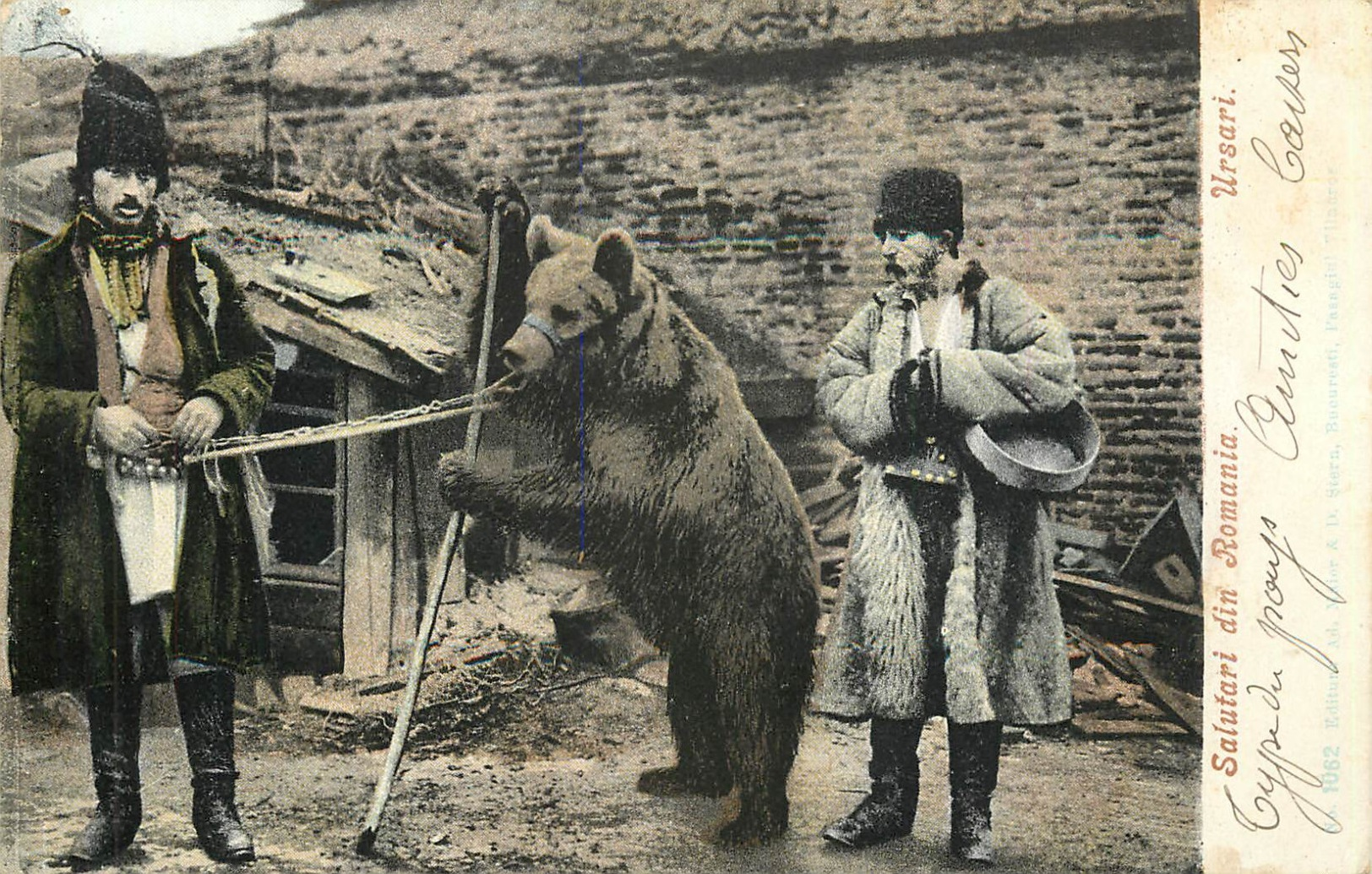
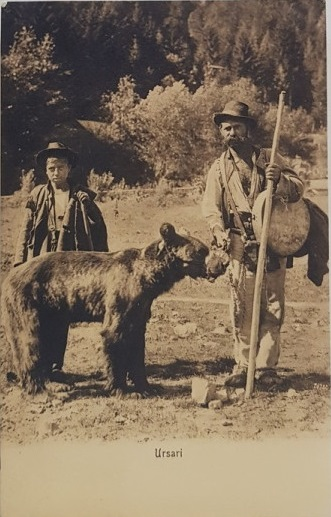

La începutul secolului al XIX-lea, Mihail Kogălniceanu a găsit numărul de 3851 de familii ale robilor țigani domnești în Principatul Moldovei, descriindu-i, printre alții, pe ursari: „țiganii care «joacă ursul»; mergeau prin orașele și satele Moldovei cu urși prinși de mici în munții Carpați și pe care i-au dresat pentru interpretarea diferitelor jocuri. Pentru prevenirea accidentelor, țiganii aveau grijă să tocească unghiile și dinții urșilor. Ursarii plăteau Domniei în calitate de tribut anual – câte 20–30 lei vechi, suma echivalentă cu 7–10 franci”.
În 1855, activitatea a fost descrisă ca fiind la solicitarea spectatorilor, iar urșii, capturați din Munții Carpați, erau dresați să danseze tananaua și ursăreasca. Un alt autor a descris faptul că ursarii se ocupau de capturarea unor urși mai tineri și mai bătrâni din păduri, iar puii de urs erau ținuți pe lângă, îi legau și înțepau ambele buze cu fierul roșu și erau introduse cârlige pentru a-i mobiliza în laț. Ulterior se dădea foc unui teren mai uscat, împrejmuit, iar ursul împins și acompaniat de muzică vocală și la tobe. Astfel se imprima ursului, din necesitatea de a scăpa, anumite mișcări, iar în urma dresării era dus la spectacole. Maude Rea Parkinson a descris, la trecerea dintre secole, că țiganii umblau pe străzi cu un urs îmblânzit care face giumbușlucuri, iar când unul dintre ursari face o incantație ciudată, ursul este nevoit să danseze. Mișcările stângace și mormăitul, ca acompaniament pentru muzică, erau pe placul copiilor și deveneau doritori să plătească ursarului mărunțișul pe care îl aveau.
Ca răspândire, toate județele din țară au țigani ursari, dar în județele Moldovei și mai ales în județul Bacău, ponderea acestora este cu mult mai mare față de alte grupuri. În prezent, grupul ursarilor este concentrat în sate precum Băcioiu, Bacău; Pădureni (Berești-Bistrița), Bacău; Bâșca (Berzunți, Bacău); Rădoaia, Bacău; Temelia, Bacău; comuna Valea Seacă, Bacău; Prăjoaia, Bacău; Șerbești, Bacău; comuna Dofteana, Bacău; comuna Asău, Bacău; comuna Podu Turcului, Bacău și Pâncești, Bacău. Grupuri mari de ursari sunt stabilite în localități urbane precum Buhuși, Bacău, Târgu Ocna, Dărmănești, Moinești, Onești și Comănești. În respectivele localități și în altele din județul Bacău locuiesc și alte grupuri de țigani, dar care nu sunt ursari.

#### Critici
Ursarii și lăutarii au fost criticați de Biserica Ortodoxă, ai cărei preoți i-a avertizat de-a lungul secolelor pe credincioși să nu aibă contact cu țiganii dresori și muzicieni, ce aveau spectacole și cântau la nunți și târguri, amenințându-i cu răzbunarea divină. După același model și domnia a reglementat meseria, când Matei Basarab în Pravila (1652) a interzis căsătoriile fetelor tinere cu lăutarii: „Nici alătutariul carele zice cu vioare și alăute pre le tîrguri și pre la sbouri și pre la nunte, nu poate să ia fata de om bun său de boiariu, ca unii că aceia sînt botjocură de Dumnezeu și oamenilor.” În 1793, Mihai Suțu a emis un hrisov în care s-a interzis spectacolele cu urși vii, costumele și spectacolele stradale.
Cu toate acestea, restricțiile nu au redus popularitatea ursarilor, întrucât societatea (homo ludens) prefera divertismentul și grotescul sărbătorii în fața ritualurilor ortodoxe cu o teologie neclară, slujbe îndelungate și rugăciuni pătimașe ale homo religiosus.

### Tranziția către costumele de urși
La sfârșitul secolului al XIX-lea, în satul Giulești din jumătatea nordică a Moldovei, de Sfântul Vasile băieții se costumau în ursari (cu cojoacele pe dos) și jucau ursul atunci când cei care jucau capra se opreau.

Imaginile care însoțesc articolul „Ursul și prietenii lui” de Felix Aderca în Realitatea ilustrată, 1937
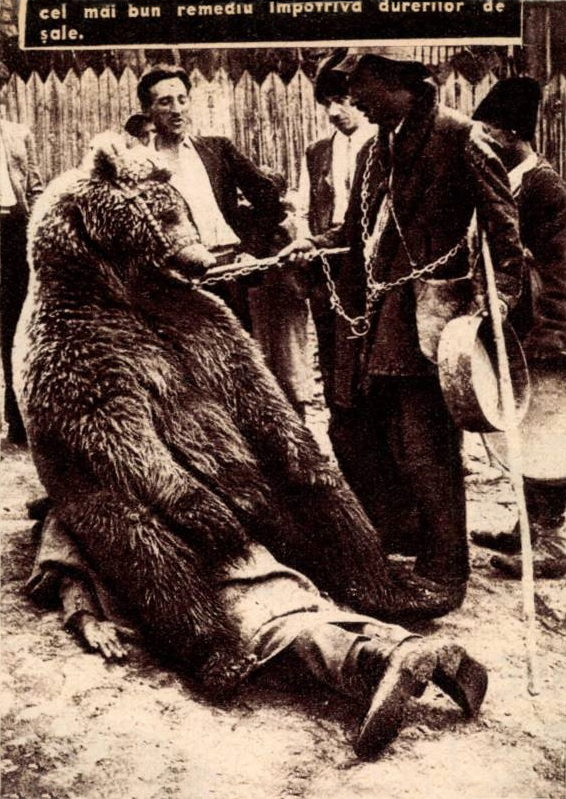
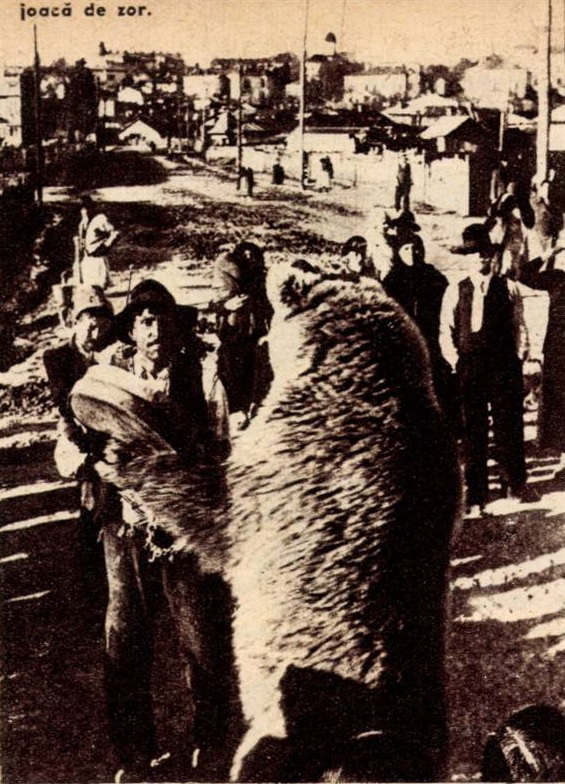
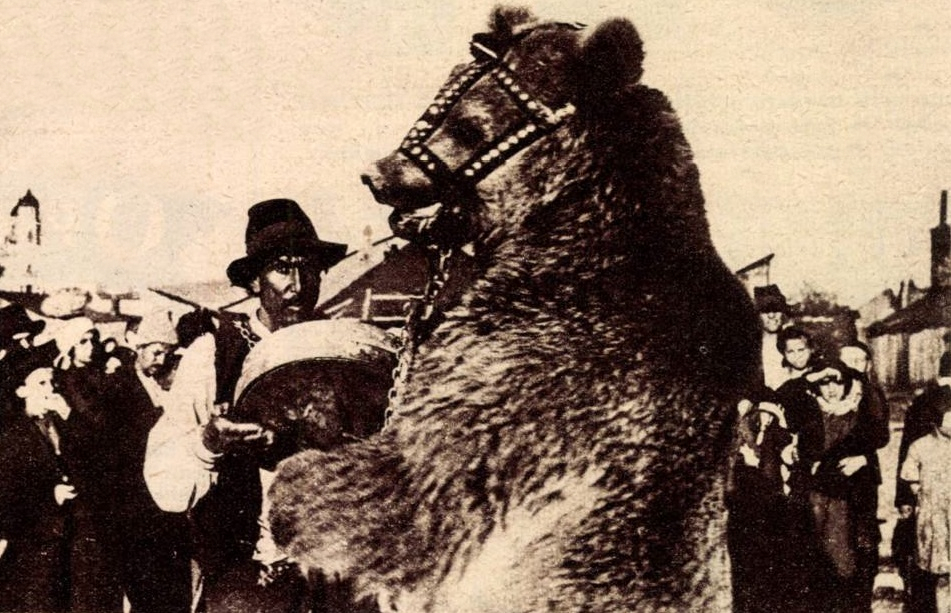
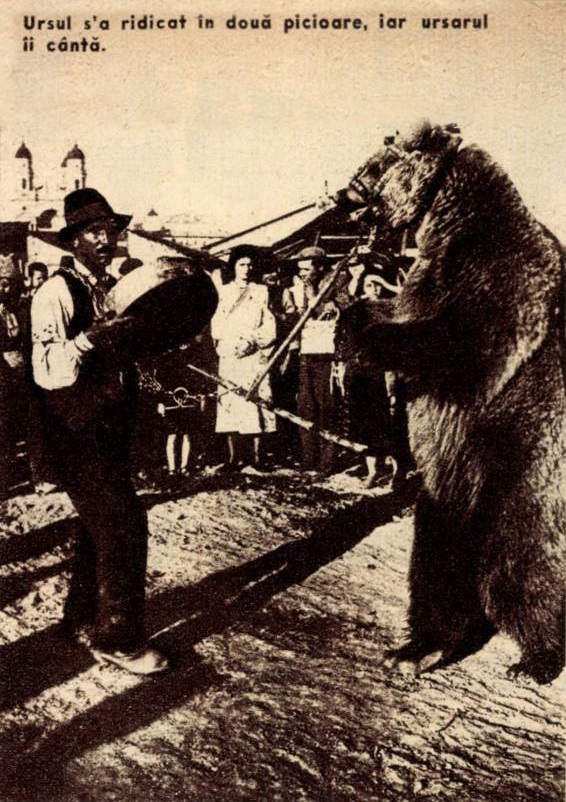
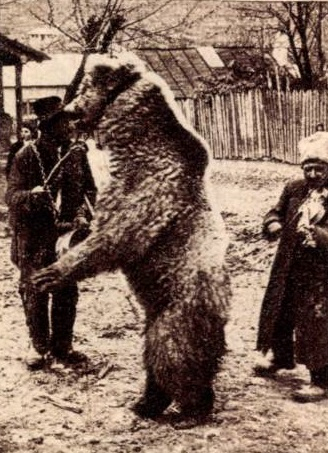

Primele măsuri de restricție a ocupației de dresare și practicare a obiceiului de a merge cu ursul au fost luate în 24 mai 1908 prin ordinul circular nr. 24.643 de către Ministerul de Interne, completate ulterior de protestele emise de Societatea pentru Protecția Animalelor (SPA) din București. Cu toate că restricțiile erau aplicate periodic de prefecturile de județ ale Ministerului de Interne, ursarii împreună cu urși încă mai activau sporadic în mediul rural, târguri mici și orașe. Ministerul considera obiceiul ca fiind „spectacole sălbatice”, „animale care îndură foame și suferință”, „necesitatea antrenării țiganilor/romilor ursari la muncile câmpului”, „meseria de a umbla cu urși este o cerșetorie deghizată”.
În perioada interbelică, pe lângă ursari și alte subgrupuri ale țiganilor nomazi au fost persecutate de autorități sub aspect economic, în special de Jandarmeria Română, care promova o atitudine disprețuitoare față de țigani. Aceștia au fost caracterizați ca elemente sociale retrograde; potențiali infractori, cerșetori, vagabonzi, cu utilitate în muncile sezoniere agricole și nu în ocupațiile tradiționale.
În Revista Jandarmeriei (1936) a fost expus obiceiul țigănesc ca adaptat la sărbătoarea românească a Crăciunului:
| “ | Ursul. Un om îmbrăcat într'o blană de urs și cu ursarul lui, un om deghizat în țigan ursar, cu o tamburină, un fluerar sau lăutar. Se cântă diferite strigături, parodiind pe cele folosite de țiganii ursari, cu strigături hazlii, în timp ce așa zisul „Urs“ imită jocul ursului, atât în două, cât și'n patru labe. | ” |
|   | |   |

În perioada interbelică au fost găsite o serie de așezări populate compact de țigani ursari, însă doar două ce purtau numele ocupațional al locuitorilor: satul Ursari din plasa Roman Vodă, județul Roman, cu 248 de locuitori ursari și satul Ursari din plasa Călărași, județul Lăpușna, cu 357 de locuitori ursari.
La începutul anilor 1940, autoritățile românești au luat măsuri forțate pentru eliminarea obiceiului, unde Ministerul Afacerilor Interne a solicitat formațiilor de jandarmerie „să se oprească cu desăvârșire această îndeletnicire, interzicând țiganilor să umble prin sate sau orașe cu urși și a da spectacole, sub orice formă, urmând ca aceștia să fie plasați în parcurile zoologice”.
Ca urmare a marii crize economice (1929–1930) și a măsurilor de restricție ale autorităților române (1908–1943), la sfârșitul perioadei interbelice țiganii au fost nevoiți să abandoneze stilul de viață nomad și respectiv practicarea meșteșugului de a merge cu ursul. În acest fel, au trebuit să se stabilească în sate și suburbii ale unor orașe românești, unde s-au reprofilat profesional în mare parte în pieptănari și fierari. Aceștia au devenit o comunitate etnică atractivă pentru culegătorii de folclor, precum Constantin S. Nicolaescu-Plopșor (1900–1968), ce a cules basme și cântece ale țiganilor ursari în satul Gubaucea, Dolj și apoi ce le-a inclus în colecția O Rom, cu două lucrări publicate succesiv în anul 1934: Ghilea romane („Cântece țigănești”) și Paramisea romane („Povești țigănești”).
Culegătorul a publicat textele cântecelor rostite de către ursarii pletoși în timp ce ce ursul se ridica legănat, ținând în labe ciurul sau dibla pentru strângerea gologanilor:
| Ursarii pieptănari în așteptarea primăverii | Ursarii în așteptarea ursoaicei                                                                                                   | Ursarii protectorii ursului                                                                           |
| --- | --- | --- |
| „Dă Doamne doi trei sori; Și două trei ploi; Și ia zăpada de pe coastă; Să întind cortul meu; Să tai, trei, patru pieptene; Să merg prin alte sate; Să fac bani noi; Că pe cei vechi i-am mâncat.” | „Dă-mi Doamne ursoaică; Sa nu mai tai pieptene; Că îmi tai degețelele; Să lucrez în voie cu fierul și să-mi fac mâncare destulă.” | „Uite tată tătuță; Ursul la țăruș; De aseară flămând; Dă-i ceva să manânce; Or dă-i drumul să plece.” |

## În Moldova

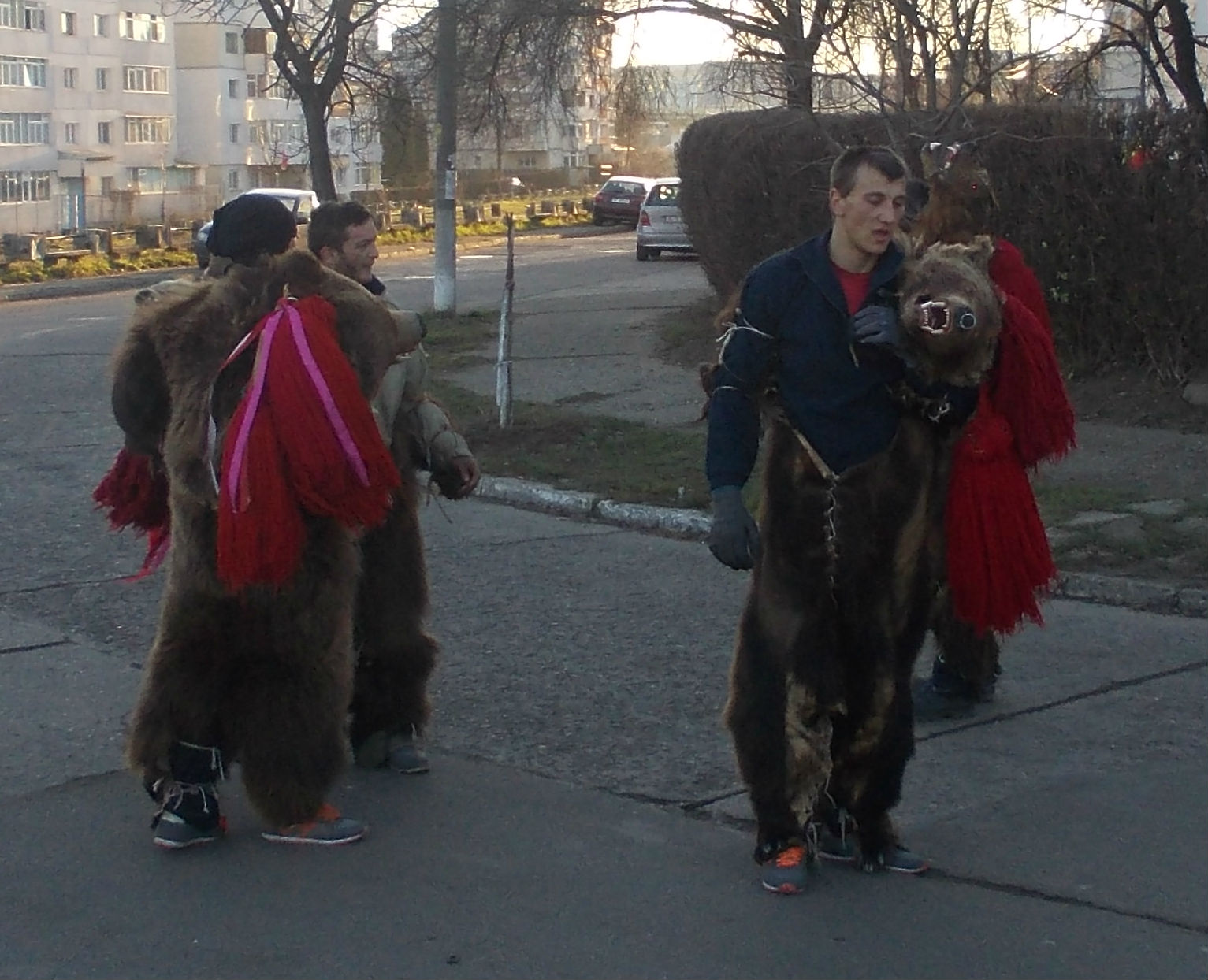
Ceată de urători îmbrăcați în urși colindând străzile Iașiului

### Valea Trotușului
Masca-costumul de urs se compune dintr-o blană întreagă de urs, împodobită cu curele, cu ținte și canafi. În satele din zona deluroasă a Văii Trotușului, masca de urs se confecționează din piei de vițel și de oaie.
Acestui obicei i se mai spune și „bătaia ursului”, „încontrarea cetelor” sau „ceata cetelor”, diferind de la sat la sat pe Valea Trotușului. Jocul, apreciat pe plan național, diferă ca formă de manifestare și tematică de la un loc la altul. Pentru cei din zona de munte a Văii Trotușului jocul ursului simbolizează libertatea dezlănțuită iar pentru cei din sud-estul bazinului ursul în lanțuri ce face diferite acrobații, imită și sugerează contrariul, adică lipsa totală de libertate. Potrivit autoarei Iulia Văcărașu (1980), prima formă de manifestare este considerată cea mai veche și cea mai valoroasă, fiind specifică satelor din Depresiunea Dărmănești și își păstrează autenticitatea în Dărmănești și Dofteana.
Jocul urșilor din localitățile Dărmănești, Asău, Dofteana și din satele din jur de pe Valea Trotușului a evoluat de la un simplu obicei la spectacole de mari proporții. Cu timpul, la Dărmănești spectacolul a început să strângă spectatori și din alte județe ale țării. În timpul unei emisiuni televizate desfășurate în anii 1970, Iulian Antonescu a zis: „Am văzut în acest spectacol elemente de artă ce acoperă un spațiu ce începe cu neoliticul și se termină cu prezentul. Este cea mai autentică și mai interesantă manifestare folclorică ce se poate vedea.”

#### Organizare

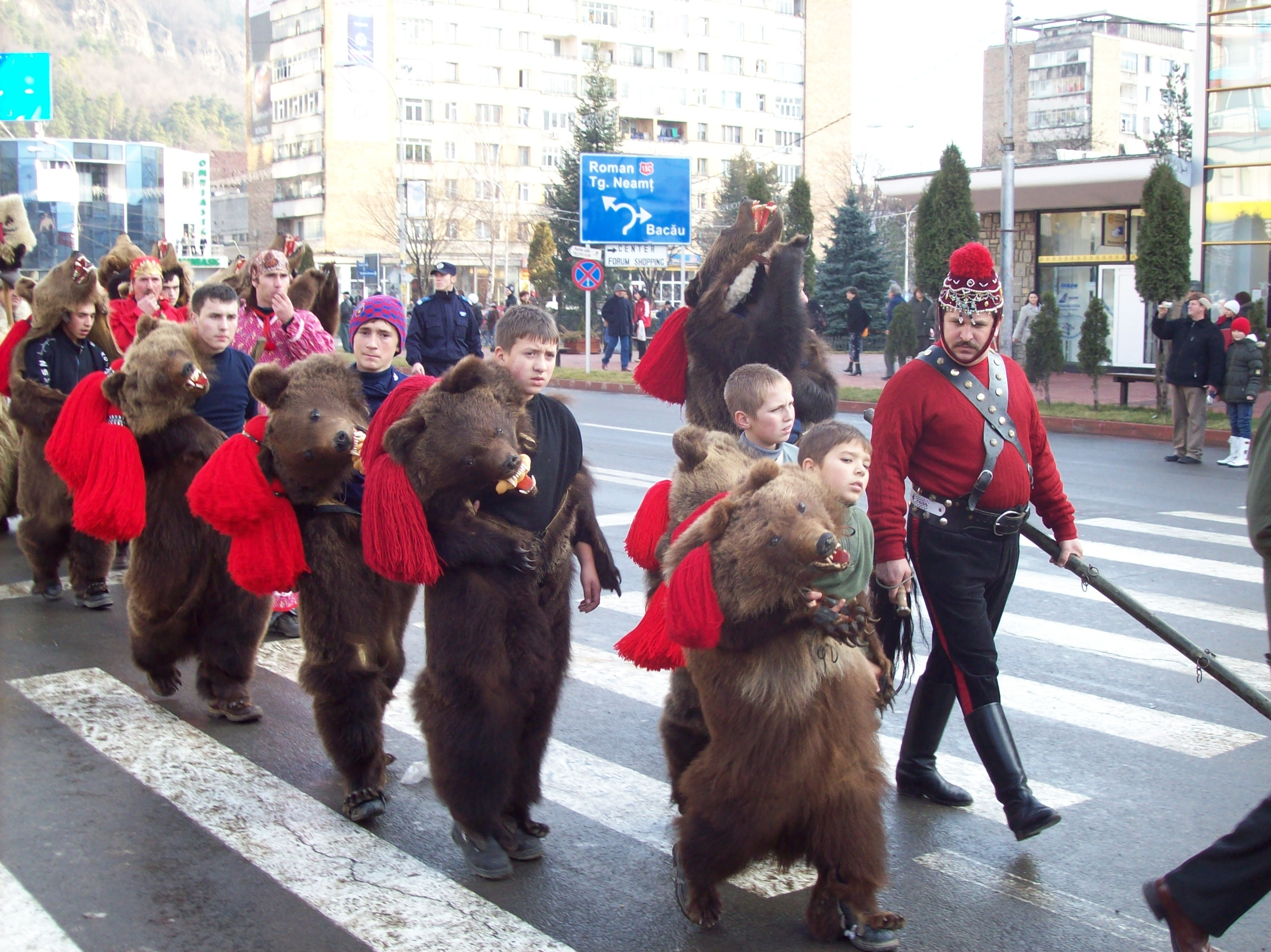
Paradă în costume de urși din Asău, Bacău pe o stradă din Piatra Neamț

În Dărmănești cetele se organizează pe sate și după vârsta participanților: ursul mic, la care participă copii, ursul mijlociu, la care participă adolescenții, și ursul mare, la care participă numai bărbații între 18–30 de ani. Organizatorii și participanții respectă unele reguli: în primul rând se acordă atenție costumelor  și rolului pe care îl are fiecare participant. „Urșii”, cel puțin 3–4 într-o ceată, poartă piei naturale frumos prelucrate și cu o montură perfectă a capului și labelor, îmbrăcate de bărbați. Toboșarii, cu ritmuri vioaie, sunt îmbrăcați în costume naționale cu vipușcă tricoloră, pălării de vânători cu pene de fazan sau păun sau chipie ornamentată. Tobele mari sunt lovite puternic cu două ciocănele, manifestându-se în grupuri a câte 8–12 persoane. Alături de aceștia se află 3–4 fluierași îmbrăcați în costume mocănești.
Apoi urmează măștile, printre care ursarii se duc și joacă ursul, acesta din urmă dezlănțuindu-se cu putere și dominând grupul, și o serie de măști comice cei etalează pe foștii reprezentanți ai principalelor clase și pături sociale din trecut.
Ordinea este până la urmă instituită de irozi, care în costume din lână fină, colorate în roșu și cu râuri de motive naționale, năframe brodate la cingătoare, coifuri strălucitoare ornamentate, benzi brodate peste umăr, etc. și purtând săbii, execută, în ritmul tobelor și al fluierelor, dansul.
Totul se încheie printr-un dans comun „urșilor”, măștilor și irozilor, când se dezlănțuie cel mai mult.
În comuna Dofteana, respectiv în satele Dofteana, Larga și Cucuieți sunt manifestări similare dar amploarea lor este mai mică și rigorile jocului mult diminuate, impresionând mai mult parada măștilor. Se păstrează tematica inițială, dar simțul de conservare nu a fost suficient de riguros, manifestarea cuprinzând și multe elemente de împrumut sau fiind limitată doar la unele aspecte din spectacol.
În amonte, la Comănești, jocul ursului are loc numai în ajun și noaptea de Anul nou, ținând aproape o săptămână. Forma de manifestare imită scamatorii ce purtau urșii în lanțuri, punându-i să joace în băț sau pe tabla fierbinte.

### Zona Neamțului
| Imagine indisponibilă              |  | Imagine indisponibilă                      |
| „Urși” și „ursari” din Târgu Neamț |  | „Ursarul” ce „dresează” „urșii” din Tarcău |

În general, ursul este printre cele mai interpretate animale cu ocazia sărbătorilor de iarnă, fiind considerat o fiară prietenoasă și oarecum hazlie.
Cei care interpretează urșii în satul Cuejdiu, Neamț, la aproximativ 13 km de Piatra-Neamț, poartă măști vesele și decorate cu panglici colorate și flori din hârtie creponată. Blănurile sunt de oaie, dar prelucrate pentru a se asemăna cu blana de urs. Interpreții merg greoi, clatină capul și mormăie iar jocul are loc ținând în mână un hadarag (denumirea pentru un ciomag noduros) și se strigă versuri vesele: „După mine, măi Martine / Că te-o ține tata bine / Cu sarmale și cu pâine / Joacă, joacă ușurel / Că vom bea și-un păhărel / Joacă, joacă mai la vale / Că vom face și parale.” Costumele se moștenesc în familie.
La jocul ursului din Târgu Neamț, „fiara” este condusă de „moșnegi”, adică de „ursari”, care se mânjesc pe față cu funingine și poartă și măști. Acțiunea este asociată cu un dialog vesel între „ursari” și „urs”, finalul fiind o invitație la masă și distracție la fel ca la Cuejdiu: „Ăsta-i ursu' de la Neamț / Cu mărgele și cu lanț”.
Cei care interpretează urșii în comuna Tarcău, cunoscută ca centru forestier și punct de plecare pe valea turistică a Tarcăului, se limitează la „urs” și „pui de urs”, dar îmbrăcați chiar în blănurile naturale ale animalului interpretat și cu mimarea comportamentului. Iluzia este aproape desăvârșită iar amuzamentul privitorilor crește atunci când o femeie sau un copil se înspăimântă atunci când se aproprie amenințător „ursul”.

## Aspecte legale
În 2004, în contextul aderării României la acquis-ul european de mediu, Nicolae Romulus Dărămuș, raportor al Consiliului Europei pentru protecția mediului în Munții Carpați, a publicat un articol în ziarul Cotidianul, iar ulterior republicat în revistele Academia Cațavencu și Kamikaze, cu privire la obiceiul popular, considerat de acesta a fi „imbecil”, al cetelor de urși din zona Comănești și ilegalitățile ce țin de braconaj. În respectiva perioadă raportorul a sesizat Parchetul de pe lângă Înalta Curte de Casație și Justiție și cabinetul primului ministru, Adrian Năstase, fără a primi un răspuns. Dărămuș a explicat situația ca fiind dată de complicitatea în activități de braconaj în zona Comănești a deputatului Vasile Miron, atunci aflat în legislatură de partea partidului de guvernământ (PSD). A reluat demersurile după alegerile din același an și instalarea Guvernului Tăriceanu I, rămase tot fără răspuns. Ulterior acesta a discutat cu Renate Weber la Palatul Cotroceni pentru propunerea informării președintelui României Traian Băsescu asupra situației, împreună cu un material documentar extins cu privire la ilegalități ce țin de furtul de lemn și faună. Însă, potrivit acestuia, în continuare oficialii statului nu s-au implicat în chestiune, în special în situația surselor ilegale de blănuri și prelucrarea ilegală a acestora.
Potrivit autorului, muzeografi ai Muzeului de Etnografie și Artă Contemporană „Dimitrie N. Ghika Comănești” au susținut că deputatul Vasile Miron a încurajat formarea cetelor de ursari cu blănuri naturale și nu imitații ca în alte zone și că cetele acestuia au urat cu ocazia sărbătorilor la Poliție, Parchet, Primărie și Prefectura Bacău.

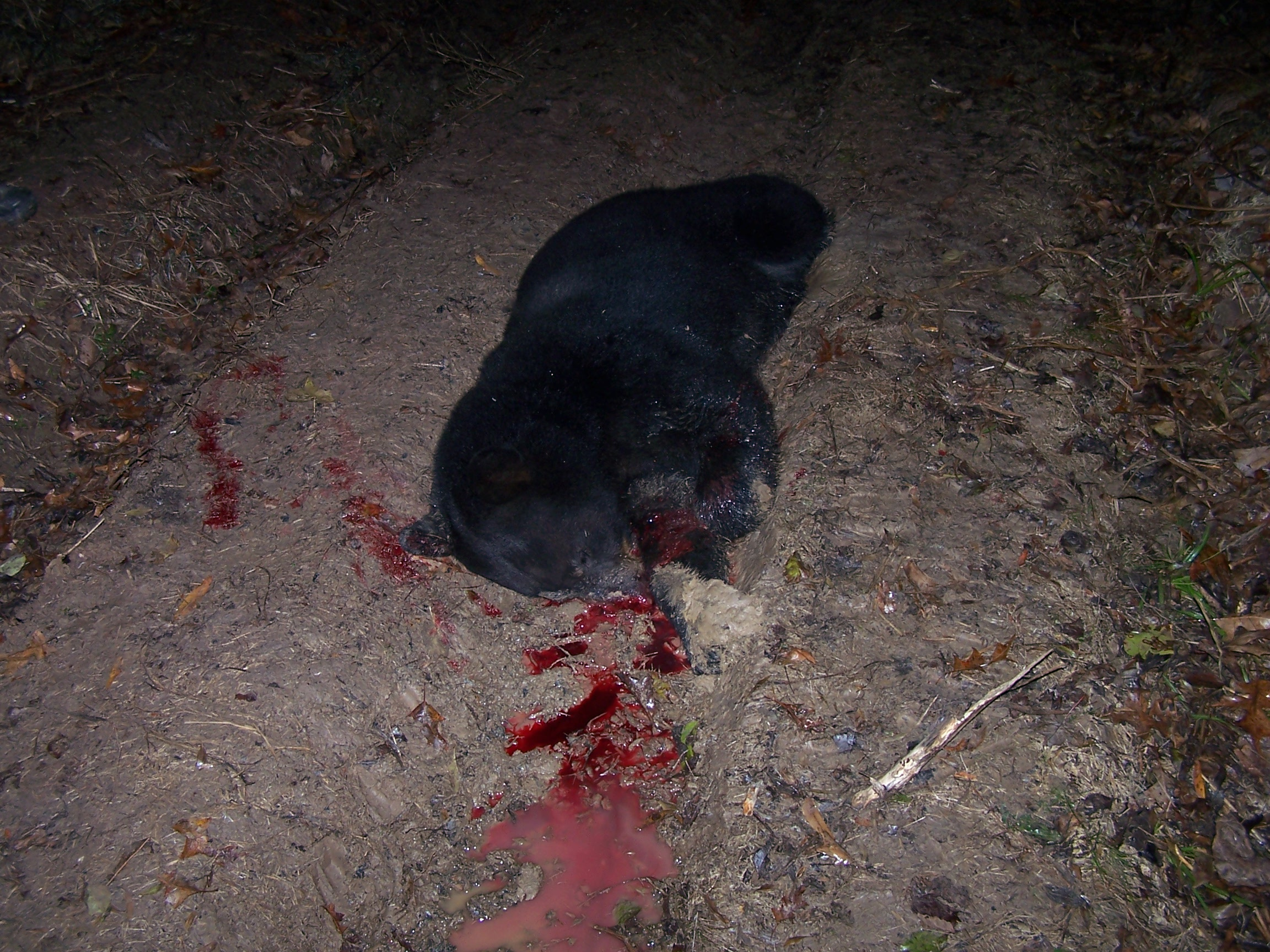
În cazul utilizării blănurilor naturale, acestea sunt recoltate după omorârea animalului. În imagine, un urs negru braconat în SUA și fotografiat de.

La nivelul anului 2005, Uniunea Europeană a interzis intrarea pe teritoriul statelor membre a trofeelor de urs brun provenite din România. Scientific Review Group a concluzionat că specia nu dispune de protecție și de un plan de management în România și că vânătorii din UE nu puteau participa. Ca urmare a restricțiilor, afacerile cu blănuri de urs erau amenințate. Astfel, o delegație de specialiști a Institutului de Cercetare și Amenajări Silvice (ICAS) a întocmit „Managementul și planul de acțiune a ursului brun” sau „Planul de management și de acțiune pentru conservarea populației de urs brun din România” (2005). Delegația, formată din Ovidiu Ionescu (conf. dr. din cadrul ICAS și secretar de stat în Guvernul Năstase) și Árpád Sárkány (patron al firmei de vânătoare Abies Hunting), s-a deplasat de urgență la Bruxelles, cu scopul ridicării embargoului. În document se argumenta vânarea ursului brun de către cetățenii UE, implicit acceptarea acțiunii de către Uniunea Europeană și a fost depus la sediul de la Bruxelles al Comisiei Europeane – Direcția Generală de Mediu și la București, la Ministerul Mediului și Gospodăririi Apelor. Potrivit lui Dărămuș, pentru ca România să dovedească urgent Uniunii Europene că deține planul de management cerut, s-a luat în grabă documentul original al Croației, accesibil doar în engleză, slab în conținut și nepotrivit României, și s-au introdus pe sărite date referitoare la România.
În anul 2011, autoritățile locale din Dărmănești au făcut demersuri pentru introducerea obiceiului în patrimoniului cultural UNESCO, însă fără a primi un răspuns. La finalul anului 2013 specialiști ai UNESCO au urmărit obiceiul la Dărmănești, urmând a se decide dacă va fi inclus în patrimoniu. O explicație pentru întârziere este considerarea obiceiului, în special de către publicul din Europa de Vest, a fi un ritual barbar. De asemenea, atitudinea este subliniată și de protestele ecologiștilor, mai ales în cazul costumelor de copii-urs, suspectând că pielea animalelor provine din braconaj. Organizația neguvernamentală Agent Green s-a exprimat asupra obiceiului ca fiind utilizarea costumelor drept trofee de urși și implicit punerea în pericol a existenței speciei protejate prin activitatea de vânătoare.
În 2014, fotografa Diana Zeyneb Alhindawi stabilită în New York a documentat evenimentul în Moinești, orașul natal al acesteia. Pentru un articol CNN a menționat originile țigănești ale obiceiului în zonă, din anii 1930, cu scopul de a călca spatele oamenilor cu dureri prin intermediul puilor de urs, iar cei mari fiind folosiți pentru dansuri. Pentru aceasta, trecerea completă de la ursul viu la costum nu este un eveniment cunoscut suficient, dar în timp a dus la creșterea prețurilor unor astfel de piei cu blănuri până la 2000 de euro pe bucată. A mai menționat că obiceiul este în curs de dispariție ca urmare a influențelor din Europa de Vest și a emigrației pentru locurile de muncă.
În 2015, fotografa Alecsandra Raluca Drăgoi din Iași a câștigat cel mai mare premiu al competiției National Geographic Traveler UK cu o fotografie realizată în 2013 cu jocul urșilor de la Comănești.
Potrivit autoarei poloneze Ewa Kocój în publicația Zarządzanie w Kulturze (2016), obiceiul cu urși vii este ostracizat în orașele europene, lucru care face includerea în patrimoniul UNESCO sau reglementări ale UE cât mai urgentă. Tot aceasta a fost de acord asupra unui tip de comportament colonial în mentalitatea europeană, unde pe lângă salvarea moștenirii culturale, ce poate fi arbitrară și implementată de un jucător mai puternic, se manifestă și o lipsă de interes asupra unor obiceiuri total străine.
Autorul Nicolae Romulus Dărămuș (2017) a menționat că implicarea pozitivă a jurnaliștilor și celor de la National Geographic „confirmă otrava ignoranței festiviste aproape de nivel național... De la câțiva purtători de urși în 2004, numărul acestora a ajuns în prezent la multe zeci în fiecare ceată din satele județului Bacău. [...] Hidoșenia acestui spectacol grobian este greu de descris. Cât despre valoarea pierderilor privind o specie «integral protejată», biodiversitatea, dreptul la viață al sălbăticiunilor, într-o Românie care se vrea civilizată, ce să mai spun?...”